# Dolichopeza schahriari
Dolichopeza schahriari är en tvåvingeart som beskrevs av Theowald 1978. Dolichopeza schahriari ingår i släktet Dolichopeza och familjen storharkrankar. Inga underarter finns listade i Catalogue of Life.